# Football Club de Metz
Football Club de Metz, comúnmente conocido como FC Metz, es un club de fútbol de la ciudad francesa de Metz, en la región de Lorena. Fue fundado en 1932 y milita en la Ligue 1, la primera categoría del fútbol nacional.

## Historia
El Football Club de Metz fue fundado en 1919 con el nombre de Cercle Athlétique Messin. En 1932 el equipo se vuelve profesional y se cambia en nombre por el actual. En el periodo de 1934-36 el club se fusiona con otro equipo de la ciudad, el l'AS Messine. La nueva asociación se llamará Club des Sports de Metz, aunque en 1936 los dos equipos se vuelven a independizar. 
En 1965 el equipo debuta en la Ligue 1, donde permanece desde entonces, exceptuando la temporada 01-02 en que militó en la Ligue 2.
En 1984 el equipo gana su primer título, la Copa de Francia.En la temporada 2006/2007 jugó en la Ligue 2, un año después en la Ligue 1 para descender de nuevo en la campaña 2007/2008.
Luego de regulares temporadas en la Ligue 2, en la temporada 2011/12 desciende por primera vez en su historia a la Tercera División de Francia.
De este club han salido jugadores de talla como Robert Pirès, Rigobert Song, Emmanuel Adebayor, Louis Saha, Ludovic Obraniak, Wilmer Aguirre, Miralem Pjanić, Kalidou Koulibaly y Sadio Mané. También han vestido la camiseta de este equipo jugadores como Jacques Songo'o, Lionel Letizi, Faryd Mondragón, Franck Ribéry, Sylvain Wiltord, Papiss Cissé.
Tras estar en la Ligue 1 dos temporadas, desciende tras dejarse voltear un 0-1 que ganaba el Metz ante el Angers SCO, en el tiempo añadido, partido que acabó como victoria por 2-1 del Angers. El Metz desciende matemáticamente a Ligue 2 ya que está a 8 puntos del 18° lugar, que juega la promoción, quedando 6 puntos por jugarse.
El domingo de Pentecostés, 29 de mayo de 2023, hubo una disputa en un torneo de fútbol juvenil en el campo de SV Viktoria Preußen e.V. en el distrito Eckenheim de Fráncfort del Meno entre jóvenes jugadores del FC Metz y el JFC Berlín, en el que un jugador del FC Metz mató a un jugador de 15 años del JFC Berlín.

## Uniforme
- Uniforme titular: Camiseta granate, pantalón granate y medias blancas.
- Uniforme alternativo: Camiseta amarilla, pantalón amarillo y medias granate.

## Estadio
El Stade Saint-Symphorien, inaugurado en agosto de 1923 gracias al entonces presidente del club Mauricio Michaux. El estadio tiene una capacidad para 26 700 personas.
El Stade de la rue de Verdun fue el anterior estadio del equipo.

## Datos del club
- Temporadas en la Ligue 1: 57
- Temporadas en la Ligue 2: 10
- Temporadas en la Championnat National: 1 (2012-2013)
- Mejor puesto en la liga: 2º (temporada 98-99)
- Peor puesto en la liga: 20º( temporada 2005/2006)
- Mayor goleada conseguida: Metz 8 - 0 Stade Rennais  (temporada 46-47)
- Mayor goleada encajada:RC París 11 - 2 Metz (temporada 61-62)
- Máximo goleador: Nico Braun (96 goles)

## Entrenadores
- George Kimpton (?-?)[3]
- Ted Maghner (1937–38)
- Paul Thomas (1938–39)
- Peter Fabian (1940–41)
- Charles Fosset (1944–45)
- Bep Bakhuys (1945–46)
- François Odry (1946)
- Ted Maghner (1946–47)
- Nicolas Hibst (1947)
- Charles Fosset (1947–49)
- Oscar Saggiero (1949–50)
- Ignace Kowalczyk (1950)
- Emile Veinante (1950–51)
- Elie Rous (1951–52)
- Emile Rummelhardt (1952–55)
- André Watrin (1955)
- Jacques Favre (1955–58)
- Marcel Tomazover (1958)
- Désiré Koranyi (1958–59)
- Robert Lacoste (1959)
- Jules Nagy (1959–63)
- Jacques Favre (1963–66)
- Max Schirschin (1966–67)
- Max Schirschin y  René Fuchs (1967–68)
- Pierre Flamion (1968–70)
- René Fuchs (1970–71)
- Jacques Favre y Robert Zvunka (1971–72)
- René Vernier (1972–75)[4]
- Georges Huart (1975–78)
- Marc Rastoll (1978–79)
- Marc Rastoll y Jean Snella (1979–80)
- Henryk Kasperczak (1980–84)
- Marcel Husson (1984–1989)
- Henri Depireux (1989 – diciembre de 1989)
- Joël Muller (diciembre de 1989 – diciembre de 2000)
- Albert Cartier (diciembre de 2000 – enero de 2002 )
- Francis De Taddeo (enero de 2002)
- Gilbert Gress (enero de 2002-2002)
- Jean Fernandez (2002–2005)
- Joël Muller (2005–2006)
- Francis De Taddeo (2006–2007)
- Yvon Pouliquen (2007–10)
- Joël Muller (2010)
- Dominique Bijotat (2010–2012)
- Albert Cartier (2012–2015)
- Jose Riga (2015)[5]
- Philippe Hinschberger (2015–2017)[6]
- José Pinot (interino—2017)[6]
- Frédéric Hantz (2017-2018)
- Frédéric Antonetti (2018-2019)
- Frédéric Hantz (2019-2020)
- Vincent Hognon (2020-2022)
- László Bölöni (2022-2024)
- Stéphane Le Mignan (2024-presente)

## Palmarés

### Torneos nacionales
- Copa de Francia (2): 1984 y 1988
- Copa de la Liga (1): 1996
- Ligue 2 (4): 1935, 2006-07, 2013-14 y 2018-19

## Rivalidad
Su máximo rival es Nancy-Lorraine.
También mantiene una fuertísima rivalidad con RC Estrasburgo.

## Filiales

### Metz II
Metz posee un segundo equipo que actualmente participa del Championnat National 2, la cuarta categoría del fútbol francés.

### Femenino
Metz posee una sección femenina que actualmente participa del Division 2 Féminine, la segunda categoría del fútbol francés femenino.